# To verdener
To Verdener (Brasil: Mundos Separados ) é um filme dramático dinamarquês, realizado por Niels Arden Oplev em 2008, baseado em acontecimentos verídicos.
O filme narra a história de uma jovem criada numa família de Testemunhas de Jeová que passa por um período de crise emocional, devido à escolha entre a religião e a consumação de um namoro com um descrente.

## Sinopse
Sara é uma jovem de 17 anos, criada no seio de uma família da religião Testemunhas de Jeová. Certo dia, Sara vai a uma festa e conhece Teis, um jovem ateu, por quem se sente atraída. Desde então, encontram-se várias vezes até que um dia ela perde o trem, que a levaria de regresso a casa, e acaba por dormir na casa do rapaz. Apesar de nada de íntimo ter ocorrido entre os dois, Sara vê-se perante um conflito interior: se decidir continuar com Teis será expulsa da sua religião e proibida de se dirigir a outros membros da mesma, incluindo a sua família; se, pelo contrário, decidir permanecer na religião arrisca-se a perder o amor da sua vida.

## Elenco
- Rosalinde Mynster… Sara
- Johan Philip Asbæk… Teis
- Jens Jørn Spottag… Andreas Dahl
- Sarah Boberg… Karen
- Anders W. Berthelsen… John
- Sarah Juel Werner… Elisabeth
- Jacob Ottensten… August
- Thomas Knuth-Winterfeldt… Jonas
- Charlotte Fich… Jette
- Hans Henrik Voetmann… Vagn
- Catrine Beck… Thea
- Hans Henrik Clemensen… Erik